# Parc national de Tanjung Puting
Le parc national de Tanjung Puting est un parc national indonésien situé dans la province de Kalimantan du Sud. Il couvre une superficie de 355 000 hectares. Le parc est également une réserve de biosphère reconnue par l'Unesco depuis 1977. Le parc est également un site Ramsar depuis 2013
Ce parc est en grande partie le résultat des efforts de la primatologue canadienne Biruté Galdikas. En 1971, elle arrive à Tanjung Puting en canoë et fonde Camp Leakey où elle vit encore à certaines périodes de l'année. Elle fit des découvertes capitales comme le cycle de huit ans entre chaque naissance qui rend l'espèce particulièrement vulnérable. L'approche très personnelle de « ses » orangs-outans lui a fait perdre quelques appuis académiques, mais les 6000 orangs-outans qui vivent aujourd'hui à l'état sauvage à Tanjung Puting constituent la plus grande population au monde.
Le parc sert aussi de centre de réhabilitation, où des orphelins et des singes ayant vécu en captivité réapprennent à vivre dans la nature. Le processus comprend notamment des nourrissages quotidiens sur des plates-formes dans la jungle, accessibles aux visiteurs, les femelles arrivent, avec leur petit accroché à elles, pour manger des bananes qu'elles épluchent avec leurs lèvres.
L'actuel mâle dominant s'appelle Jacob et il se trouve au Camp Leakey.

## Transport
L'aéroport important le plus proche est celui de la ville de Pangkalan Bun.
Pour visiter le parc, vous devez louer un klotok, un bateau privé avec à son bord, un guide, des cuisiniers, un mécanicien et un conducteur. Le parcours touristique est bien rodé, vous ne serez pas seul mais la rencontre avec les orangs-outans est exceptionnelle.